# Брендівайн-Спрінгс
Brandywine Springs — це історичний район поблизу міста Ньюпорт, Делавер, уздовж річки Ред Клей-Крік (Red Clay Creek).
Відзначається з початку Американська історія як пам'ятка Війни за незалежність табір армії генерала Джорджа Вашингтона.
У 1853 році капітан Олден Партрідж відкрив Національну науково-військову академію в Брендівайн-Спрінгс. Будівля школи була знищена пожежею невдовзі після відкриття, а школа закрита.
У 1880-х роках Брендівайн-Спрінгс став відомий своїми мінеральними джерела і розкішним готелем, курортом.
На початку ХХ століття Брендівайн-Спрінгс став відомим як парк розваг, побудований вздовж притоки Гайд-Ран. Парк розваг закрився після сезону 1923 року. Friends of Brandywine Springs присвячені відновленню історії парку розваг. Ранні фільми про парк приблизно 1903 року є одними з найдавніших кінофільмів Делаверу.
У 1956 році сенатор штату Фредрік Клер придбав землю для штату та заснував державний парк Брендівайн-Спрінгс.
У 1970 році Брендівайн-Спрінгс був перетворений із державного парку в окружний парк, яким керувала Нью Касл Округ, оскільки законодавча влада вважала, що вона краще задовольняє місцеві потреби, а не потреби штату, і на момент створення парку штату не було департаменту парків округу.

## Інтернет-ресурси
- Friends of Brandywine Springs. Процитовано 13 серпня 2009.